# Laitière (hippomobile)
La laitière est un véhicule hippomobile à deux roues, sorte de charrette légère, utilisée pour vendre du lait au détail dans les villes. Le terme ne s’applique donc pas aux autres « voitures de laitier » destinées à transporter du lait en bidons et en plus grosses quantités, qui pouvaient être tout type de voiture à deux ou quatre roues, plus robustes que la laitière.

## Laitière bourbonnaise

Une laitière à Cusset (dans l'actuelle avenue Général-Raynal), non loin de Vichy, en 1901

La laitière était répandue partout, mais une forme particulière a connu une grande renommée, popularisée par le tourisme et les cartes postales : la laitière bourbonnaise. Cette voiture à deux roues est légère, bien suspendue sur des ressorts à pincettes et facile à manœuvrer. Elle est tirée par un âne et menée par une femme. Elle permet d’emporter plusieurs bidons de lait, recueillis dans les fermes du Bourbonnais, puis circule dans les villes thermales comme Vichy pour proposer son lait aux curistes. Les bidons de lait enlevés, on pouvait poser un banc à l’arrière et avoir ainsi une voiture de promenade en dos-à-dos.

## Milk cart

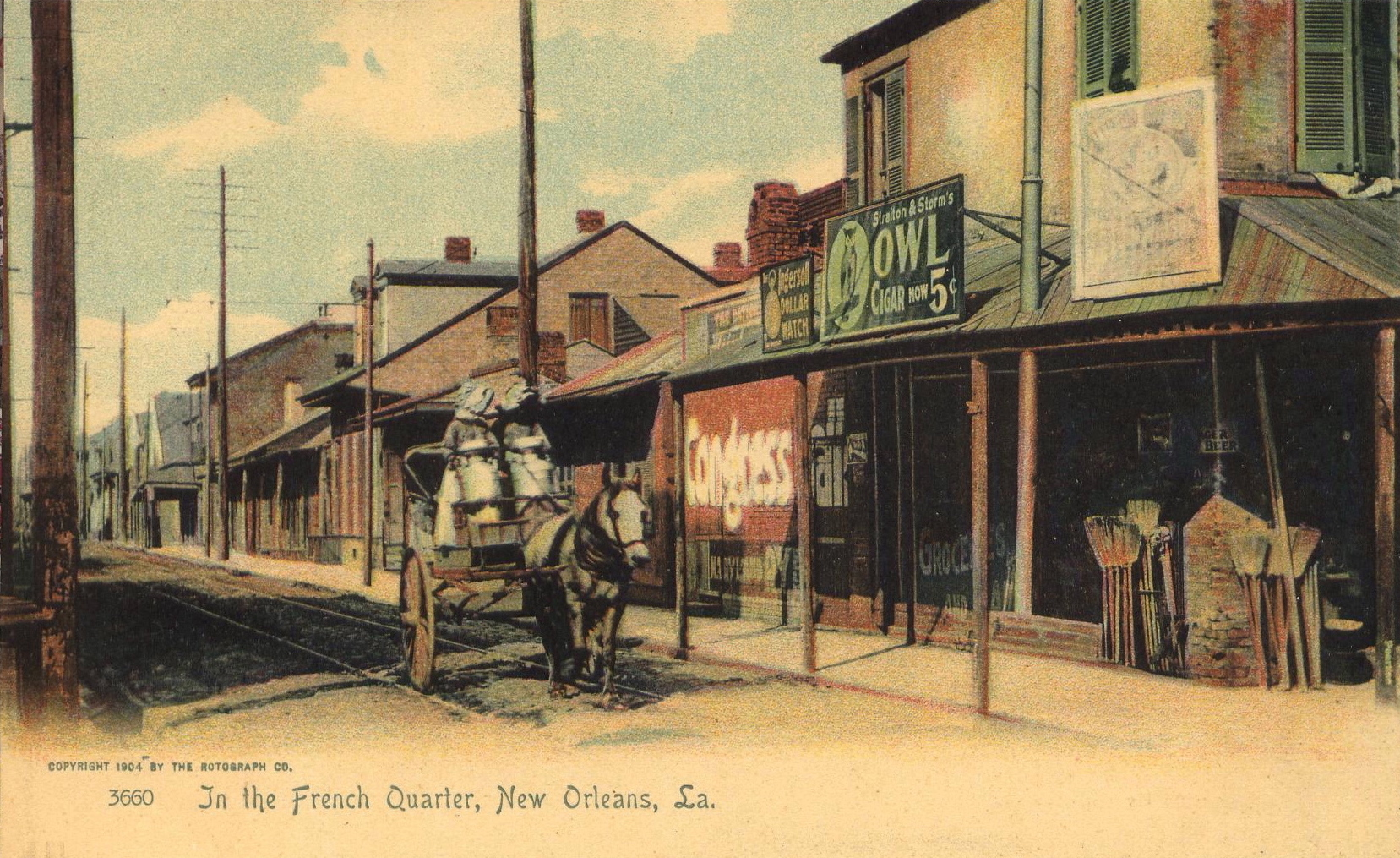
Milk cart à La Nouvelle Orléans, 1904

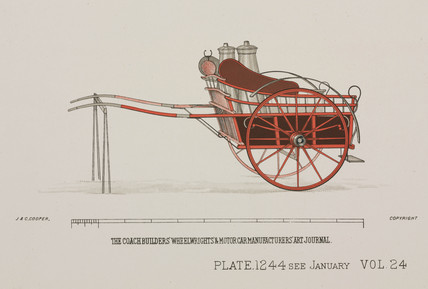
Milk float, par J. & C. Cooper, 1904

Dans de nombreux pays, il n’était pas rare que la vente de lait au détail, dans la rue, se fasse par des petites charrettes tirées par des chiens.
Dans d’autres pays que la France, la laitière conserve ses caractéristiques principales tout en adoptant d’autres formes. Sur le milk cart aux États-Unis, les bidons de lait sont placés à l’avant et le meneur (ou la meneuse) conduit l’attelage en position debout, ou bien assis sur le siège arrière qui peut être protégé par une capote.
Le milk float britannique est une petite voiture légère formée d’une caisse dont les bords sont relevés à l’avant. Elle présente la particularité d’avoir un essieu surbaissé, ce qui permet à la caisse d’avoir un centre de gravité plus bas, donc une meilleure stabilité, et un confort de roulage conservé avec les roues de grand diamètre.
De nos jours, la tradition du lait frais livré chaque jour en Grande-Bretagne a généré une flotte importante de milk floats, qui sont des véhicules électriques pour la plupart, encore qu’ils tendent à être remplacés par des véhicules à moteur diesel.

## Sources
- Joseph Jobé, Au temps des cochers, Lausanne, Edita-Lazarus, 1976.  (ISBN 2-88001-019-5)